# جوستينا ميكولسكيت
جوستينا ميكولسكيت مواليد 6 فبراير 1996 في شياولياي، ليتوانيا، هي لاعبة كرة مضرب ليتوانية. أعلى تصنيف لها في الفردي كان 1203. أعلى تصنيف لها في الزوجي كان 784.

## النهائيات

### الزوجي (1–1)
| الحصيلة | الرقم | التاريخ        | الدورة         | الأرضية | الشريك       | المنافس                     | النتيجة  |
| ------- | ----- | -------------- | -------------- | ------- | ------------ | --------------------------- | -------- |
| الفوز   | 1.    | 4 أغسطس 2014   | تلاوي، جورجيا  | ترابية  | آغني تشبليتي | إنديا ماجن لينكا وينروفا    | 6–1, 7–5 |
| الوصافة | 1.    | 15 سبتمبر 2014 | أنطاليا، تركيا | صلبة    | آغني تشبليتي | يومي ناكانو كوتومي تاكاهاتا | 1–6, 5–7 |

## روابط خارجية
- جوستينا ميكولسكيت على موقع رابطة محترفات التنس (الإنجليزية)
- جوستينا ميكولسكيت على موقع الاتحاد الدولي لكرة المضرب (الإنجليزية)
- جوستينا ميكولسكيت على موقع كأس بيلي جين كينغ (الإنجليزية)
- جوستينا ميكولسكيت على موقع خلاصة التنس.كوم (الإنجليزية)